# مسابقات فرمول یک فصل ۲۰۱۹

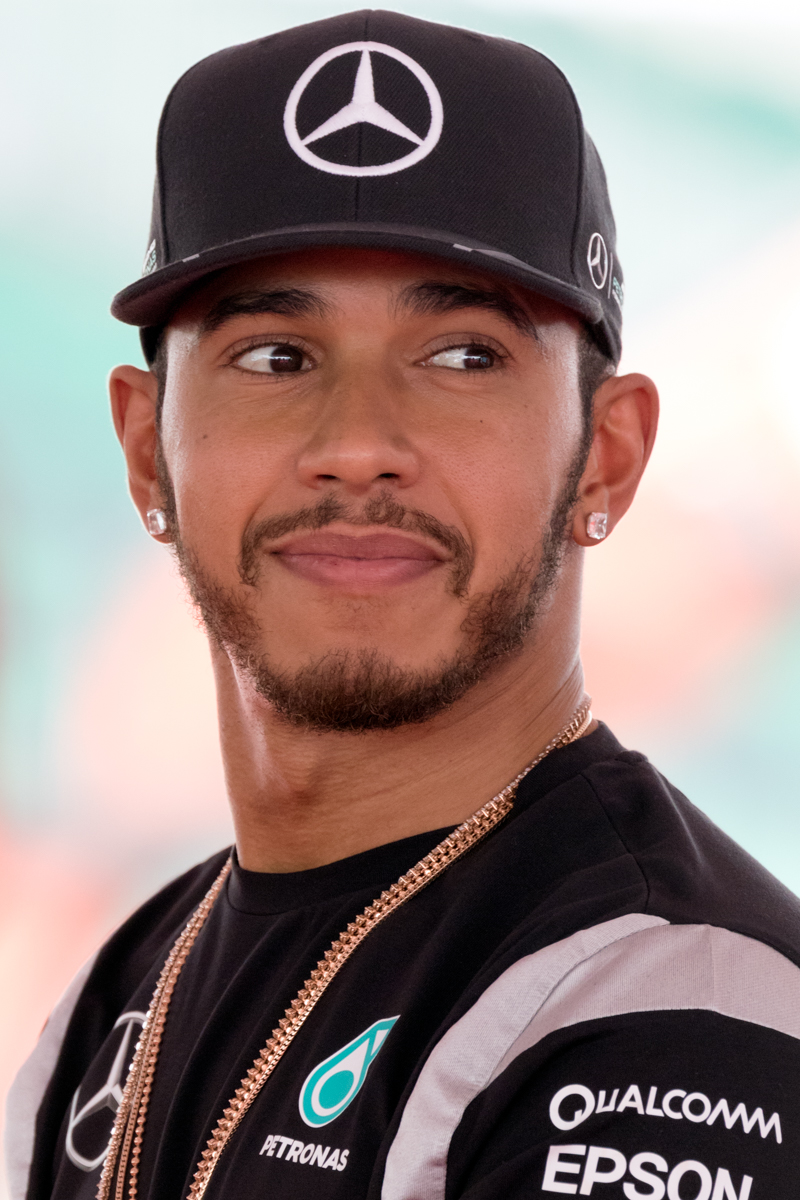
لوئیز همیلتون در فصل ۲۰۱۹ برای ششمین بار عنوان رانندهٔ قهرمان جهان را کسب کرد.

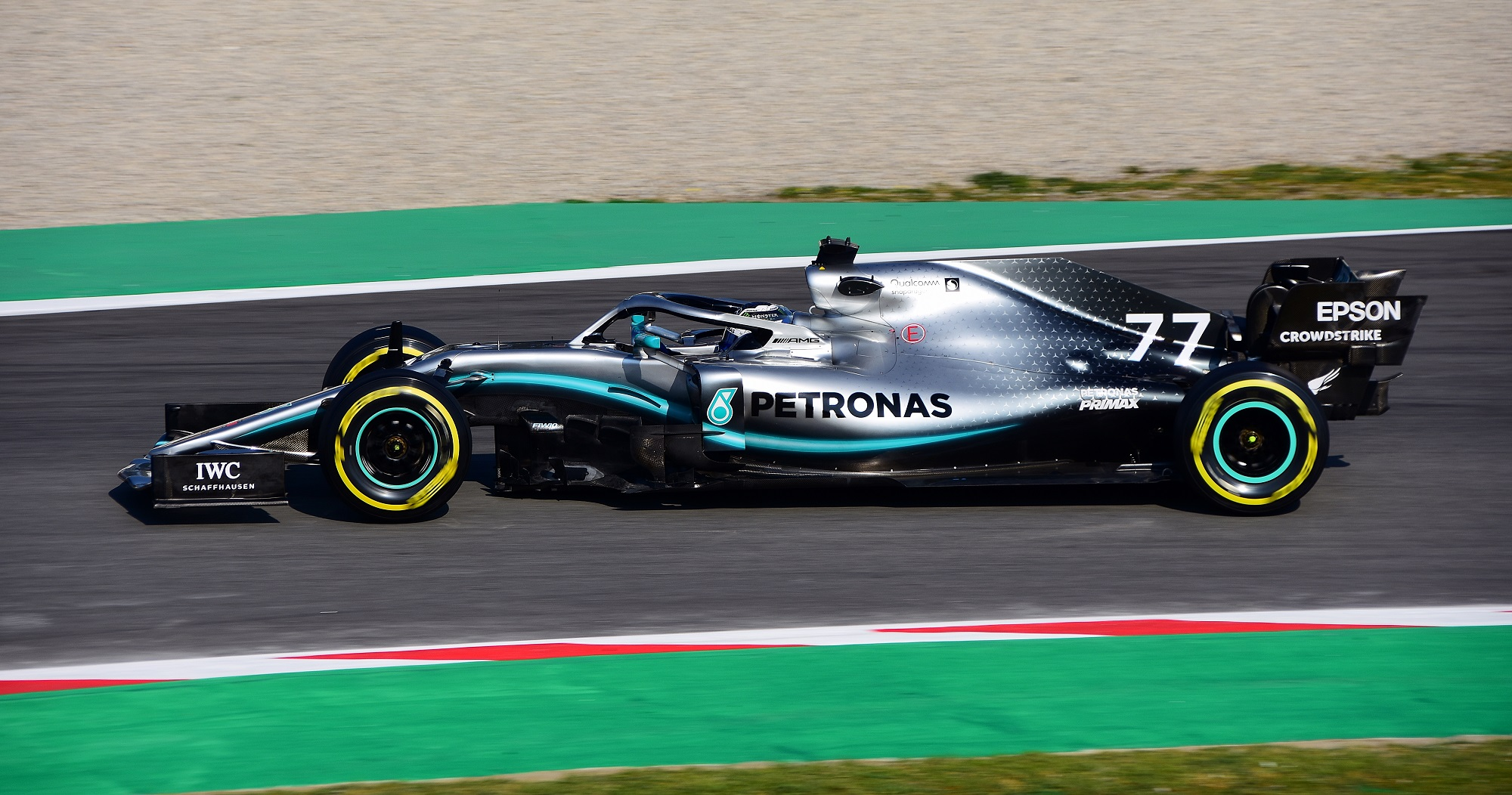
مرسدس برای ششمین فصل متوالی در فصل ۲۰۱۹ نیز برندهٔ عنوان سازندهٔ قهرمان جهان شد؛ در تصویر، خودروی اف۱ دبلیو۱۰ ئی‌کیو پاور+ ۲۰۱۹ به رانندگی والتری بوتاس به نمایش درآمده‌است.

مسابقات قهرمانی جهان فرمول یک فصل ۲۰۱۹ (به انگلیسی: ‎2019 FIA Formula One World Championship‎) یک مسابقهٔ موتوری در حال انجام میان خودروهای فرمول یک است که به عنوان هفتادمین دور از مسابقات قهرمانی جهان فرمول یک در حال برگزاری است. این مسابقات از سوی فدراسیون بین‌المللی اتومبیل‌رانی (فیا)، هیئت حاکم بر ورزش‌های موتوری بین‌المللی، به عنوان بالاترین کلاس برای رقابت میان خودروهای مسابقه‌ای چرخ‌باز قلمداد می‌شود. این مسابقهٔ قهرمانی، که از ماه مارس آغاز شده و در ماه دسامبر پایان می‌یابد، طی بیست و یک گراند پری انجام می‌پذیرد. رانندگان برای کسب عنوان رانندهٔ قهرمان جهان، و تیم‌ها برای دستیابی به جایگاه سازندهٔ قهرمان جهان با یکدیگر رقابت می‌کنند. گراند پری چین که در فصل ۲۰۱۹ برگزار شد، هزارمین مسابقهٔ قهرمانی جهان از سری مسابقات فرمول یک بود.
لوئیز همیلتون، پس از کسب مقام دوم در جایزه بزرگ ایالات متحده ۲۰۱۹، موفق شد برای سومین فصل متوالی، عنوان قهرمانی جهان رانندگان فرمول یک را به‌دست‌آورد؛ این ششمین قهرمانی همیلتون در فرمول یک بود. تیم مرسدس پس از قطعی شدن قهرمانی در جایزه بزرگ ژاپن ۲۰۱۹، موفق به حفظ جایگاه قهرمانی سازندگان جهان برای ششمین سال پیاپی شد.

## شرکت‌کنندگان
ده تیم، که هر کدام دارای دو راننده هستند، در مسابقات فصل ۲۰۱۹ در حال رقابت هستند.
| شرکت‌کننده                           | سازنده                   | شاسی                   | پیشرانه               | رانندگان مسابقه | رانندگان مسابقه                       | رانندگان مسابقه |
| شرکت‌کننده                           | سازنده                   | شاسی                   | پیشرانه               | شماره           | نام راننده                            | راندها          |
| ----------------------------------- | ------------------------ | ---------------------- | --------------------- | --------------- | ------------------------------------- | --------------- |
| آلفا رومئو ریسینگ                   | آلفا رومئو ریسینگ-فراری  | سی۳۸                   | فراری ۰۶۴             | ۷ ۹۹            | کیمی رایکونن آنتونیو جوویناتزی        | ۱–۱۹ ۱–۱۸       |
| اسکودریا فراری                      | فراری                    | اس‌اف۹۰                 | فراری ۰۶۴             | ۵ ۱۶            | سباستیان فتل شارل لکلرک               | ۱–۱۹            |
| تیم فرمول یک هاس                    | هاس-فراری                | وی‌اف۱۹                 | فراری ۰۶۴             | ۸ ۲۰            | رومن گروژان کوین مگنوسن               | ۱–۱۹            |
| تیم فرمول یک مک‌لارن                 | مک‌لارن-رنو               | ام‌سی‌ال۳۴               | رنو ئی-تک ۱۹          | ۴ ۵۵            | لاندو نوریس کارلوس ساینز جونیور       | ۱–۱۹            |
| مرسدس آام‌گ پتروناس موتوراسپورت      | مرسدس                    | اف۱ دبلیو۱۰ ئی‌کیو پاور | مرسدس ام۱۰ ئی‌کیو پاور | ۴۴ ۷۷           | لوئیز همیلتون والتری بوتاس            | ۱–۱۹            |
| تیم فرمول یک اسپورت‌پسا ریسینگ پوینت | ریسینگ پوینت مرسدس       | آرپی۱۹                 | بی‌دبلیوتی مرسدس       | ۱۱ ۱۸           | سرجیو پرز لانس استرول                 | ۱–۱۹            |
| استون مارتین ردبول ریسینگ           | ردبول ریسینگهوندا        | آربی۱۵                 | هوندا آرای۶۱۹اچ       | ۱۰ ۳۳           | پیر گاسلی الکساندر آلبون ماکس فرستاپن | ۱–۱۲ ۱۳–۱۹ ۱–۱۹ |
| تیم فرمول یک رنو                    | رنو                      | آر.اس. ۱۹              | رنو ئی-تک ۱۹          | ۳ ۲۷            | دنیل ریکاردو نیکو هولکنبرگ            | ۱–۱۹            |
| ردبول تورو روسو هوندا               | اسکودریا تورو روسو-هوندا | اس‌تی‌آر۱۴               | هوندا آرای۶۱۹اچ       | ۲۳ ۲۶           | الکساندر آلبون پیر گاسلی دانیل کویات  | ۱–۱۲ ۱۳–۱۹ ۱–۱۹ |
| روکیت ویلیامز ریسینگ                | ویلیامزمرسدس             | اف‌دبلیو۴۲              | مرسدس ام۱۰ ئی‌کیو پاور | ۶۳ ۸۸           | جورج راسل رابرت کوبیکا                | ۱–۱۹            |
| منابع:                              |                          |                        |                       |                 |                                       |                 |

### رانندگان تمرین آزاد
تا پایان جایزه بزرگ ایالات متحده دو راننده در مراحل تمرین آزاد به‌عنوان رانندهٔ آزمون یا رانندهٔ سوم رانندگی کرده‌اند. نائوکی یاماموتو در جایزه بزرگ ژاپن برای تیم تورو روسو، و نیکلاس لطیفی برای تیم ویلیامز در پنج گراند پری رانندگی کرده‌است.

### تغییرات در تیم‌ها
ردبول ریسینگ به شراکت ۱۲ سالهٔ خود با رنو پایان داد و به موتورهای هوندا روی آورد. در پی این اقدام، رد بول ریسینگ پس از پیوستن تیم خواهر اسکودریا تورو روسو به خودروسازی ژاپنی هوندا در سال ۲۰۱۸، در زمینهٔ استفاده از پیشرانهٔ هوندا، با این تیم همراه شد. بر پایهٔ شرایط قرارداد، هیچ‌یک از این دو تیم به عنوان تیم رسمی شرکت هوندا شناخته نمی‌شوند.
تیم اف۱ ریسینگ پوینت انتقال هویت خود از ریسینگ پوینت فورس ایندیا، که آن را پس از خریداری دارایی‌های صاحارا فورس ایندیا در اوت ۲۰۱۸ مورد استفاده قرار داده‌بود را تکمیل کرد.
سائوبر، در الحاقیهٔ توافق حمایت مالی که در سال ۲۰۱۸ آغاز شد، به آلفا رومئو ریسینگ تغییر نام داد. نام سائوبر به‌طور کامل از سری مسابقات فرمول یک حذف خواهد شد؛ اما همچنان در رده‌های پشتیبان فرمول ۲ و فرمول ۳ مورد استفاده قرار خواهد گرفت.
تیم فرمول یک هاس پیش از پایان فصل ۲۰۱۸، برای حمایت مالی عنوان تیم در فصل ۲۰۱۹ قراردادی را با شرکت تولیدکنندهٔ نوشابه انرژی‌زای ریچ انرژی منعقد کرد. این توافقنامه در پی مشاجره‌های خارج از میدان میان هاس و ریچ انرژی، و نیز مشکلات قانونی شرکت ریچ انرژی، در ۹ سپتامبر ۲۰۱۹ فسخ شد.

### تغییرات در راننده‌ها
در روند آغاز فصل ۲۰۱۹ تغییرات متعددی در رانندگان فرمول یک اعمال شد. دنیل ریکاردو پس از پنج سال رانندگی در تیم ردبول ریسینگ، به تیم رنو منتقل شد و جایگزین کارلوس ساینز جونیور شد. جایگاه ریکاردو در ردبول ریسینگ نصیب پیر گاسلی شد؛ گاسلی، که اولین حضور خود در مسابقات فرمول یک را با تیم اسکودریا تورو روسو در سال ۲۰۱۷ تجربه کرده‌بود، با ترفیع از این تیم به ردبول ریسینگ منتقل شد. دانیل کویات، که آخرین بار در سال ۲۰۱۷ برای تیم تورو روسو مسابقه داده‌بود، در این فصل دوباره به این تیم پیوست و در کنار دیگر رانندهٔ تیم تورو روسو، الکساندر آلبون، که پیش از این در مسابقات فرمول ۲ رانندگی می‌کرد، و اکنون در تورو روسو جانشین برندون هارتلی شده‌بود، قرار گرفت. به این ترتیب آلبون پس از پرنس بیرا، به دومین رانندهٔ تایلندی شرکت‌کننده در فرمول یک بدل شد.
کارلوس ساینز، که در فصل ۲۰۱۸ به‌طور قرضی برای تیم رنو مسابقه داده‌بود، قرارداد خود با ردبول را برای این فصل تمدید نکرد و متعاقباً به مک‌لارن منتقل شد تا با رانندهٔ سابق این تیم، فرناندو آلونسو جایگزین شود؛ آلونسو، که کسب دو مقام قهرمانی رانندگان جهان را در کارنامهٔ خود داشت، پیشتر اعلام کرده‌بود که در فصل ۲۰۱۹ فرمول یک شرکت نخواهد کرد. ساینز جایگزین اشتوفل واندورن شد که قبلاً به قصد شرکت در مسابقات فرمول ئی با تیم اچ‌دبلیوای وابسته به مرسدس، مک‌لارن را ترک کرده‌بود. ساینز در این فصل در کنار لاندو نوریس، قهرمان مسابقات اروپایی فرمول ۳ در سال ۲۰۱۷، با تیم مک‌لارن در مسابقات فرمول یک شرکت کرده‌است.
شارل لکلرک پس از یک سال رانندگی برای تیم سائوبر، این تیم را ترک کرد و جانشین کیمی رایکونن در تیم فراری شد. رایکونن، که دوران رانندگی حرفه‌ای خود در فرمول یک را با تیم سائوبر در سال ۲۰۰۱ آغاز کرده‌بود، در این فصل به این تیم که اکنون به آلفا رومئو تغییر نام داده‌بود، بازگشت. او در تیم سائوبر در کنار آنتونیو جوویناتزی قرار گرفت که در سال ۲۰۱۷ با پیوستن به سائوبر به جای رانندهٔ مصدوم پاسکال ورلاین، دو ستاره برای این تیم کسب کرده‌بود. مارکوس اریکسون در سال ۲۰۱۹ با تیم اشمیت پیترسون موتواسپورت به مسابقات سری ایندی‌کار منتقل شد و همچنان به عنوان رانندهٔ سوم و سفیر برند به همکاری با آلفا رومئو ادامه خواهد داد.
قهرمان مسابقات فرمول ۲، جورج راسل به ویلیامز ملحق شد. رابرت کوبیکا نیز با پیوستن به ویلیامز، به مسابقات فرمول یک بازگشت و جانشین سرگئی سیروتکین شد. سیروتکین به عنوان رانندهٔ ذخیره به رنو بازگشت. برگشتن کوبیکا پس از یک دوره غیبت هشت ساله اتفاق افتاد. این غیبت طولانی به دنبال یک حادثهٔ تصادف تقریباً کشنده در سال ۲۰۱۱ در یک مسابقهٔ رالی اتفاق افتاد. در این حادثه آسیب جدی به دست کوبیکا وارد شده‌بود.
استابان اوکون، تیم ریسینگ پوینت فورس ایندیا را ترک کرد و به عنوان رانندهٔ ذخیره به مرسدس پیوست. او به‌طور مشترک با اشتوفل واندورن در مقام رانندهٔ شبیه‌ساز فعالیت خواهد کرد. جایگاه اوکون در تیم ریسینگ پوینت نیز نصیب لانس استرول شد که پیشتر تیم ویلیامز را ترک کرده‌بود.

### تغییرات میان‌فصلی
در زمان آماده‌سازی برای گراند پری بلژیک، ردبول ریسینگ اعلام کرد که مقام پیر گاسلی به عضویت در تیم تورو روسو نزول خواهد کرد و و جایگاه او نصیب الکساندر آلبون خواهد شد تا عملکرد او در چشم‌انداز ترکیب رانندگان تیم برای فصل ۲۰۲۰ مورد ارزیابی قرار گیرد. تصمیم ردبول مبنی بر فسخ قرارداد گاسلی مورد انتقاد قرار گرفت؛ چرا که او تنها دوازده مسابقه را با این تیم به انجام رسانده‌بود، در حالی که قرارداد آلبون، و دانیل کویات، هم‌تیمی او در تورو روسو، به ترتیب با تیم جونیور ردبول و تیم ردبول ریسینگ فسخ شده‌بود.

## تقویم

کشورهایی که به عنوان میزبان یک گراند پری در فصل ۲۰۱۹ انتخاب شده‌اند، با رنگ سبز، و موقعیت پیست‌های مسابقه با نقطهٔ سیاه مشخص شده‌است. کشورهای میزبان سابق نیز با رنگ خاکستری تیره، و موقعیت پیست‌های مسابقهٔ سابق با نقطهٔ سفید مشخص شده‌است.

بیست‌ویک گراند پری زیر به عنوان بخشی از مسابقات قهرمانی فصل ۲۰۱۹ برنامه‌ریزی شده و برگزار می‌شوند. هر مسابقه در کمترین تعداد دورهایی برگزار خواهد شد که مجموع مسافت آن‌ها از ۳۰۵ کیلومتر (۱۸۹٫۵ مایل) بگذرد؛ در این میان تنها استتثناء از آن گراند پری موناکو خواهد بود که طول آن ۲۶۰ کیلومتر (۱۶۱٫۶ مایل) است.
| راند   | گراند پری              | پیست                                 | تاریخ مسابقه |
| ------ | ---------------------- | ------------------------------------ | ------------ |
| ۱      | گراند پری استرالیا     | پیست گراند پری ملبورن، ملبورن        | ۱۷ مارس      |
| ۲      | گراند پری بحرین        | پیست بین‌المللی بحرین، صخیر           | ۳۱ مارس      |
| ۳      | گراند پری چین          | پیست بین‌المللی شانگهای، شانگهای      | ۱۴ آوریل     |
| ۴      | گراند پری آذربایجان    | پیست شهری باکو، باکو                 | ۲۸ آوریل     |
| ۵      | گراند پری اسپانیا      | پیست بارسلون-کاتالونیا، بارسلون      | ۱۲ مه        |
| ۶      | گراند پری موناکو       | پیست موناکو، مونت‌کارلو               | ۲۶ مه        |
| ۷      | گراند پری کانادا       | پیست ژیل ویلنوو، مونترآل             | ۹ ژوئن       |
| ۸      | گراند پری فرانسه       | پیست پل ریکارد، لا کستلت             | ۲۳ ژوئن      |
| ۹      | گراند پری اتریش        | پیست رد بول، اسپیلبرگ                | ۳۰ ژوئن      |
| ۱۰     | گراند پری بریتانیا     | پیست سیلورستون، سیلورستون            | ۱۴ ژوئیه     |
| ۱۱     | گراند پری آلمان        | هوکنهایمرینگ، هوکنهایم               | ۲۸ ژوئیه     |
| ۱۲     | گراند پری مجارستان     | هونگارورینگ، بوداپست                 | ۴ اوت        |
| ۱۳     | گراند پری بلژیک        | پیست اسپا-فرانکورشان، ستوولو         | ۱ سپتامبر    |
| ۱۴     | گراند پری ایتالیا      | پیست ناتزیوناله مونتزا، مونتزا       | ۸ سپتامبر    |
| ۱۵     | گراند پری سنگاپور      | پیست مارینا بی استریت، سنگاپور       | ۲۲ سپتامبر   |
| ۱۶     | گراند پری روسیه        | پیست اتومبیل‌رانی سوچی، سوچی          | ۲۹ سپتامبر   |
| ۱۷     | گراند پری ژاپن         | پیست مسابقه بین‌المللی سوزوکا، سوزوکا | ۱۳ اکتبر     |
| ۱۸     | گراند پری مکزیک        | پیست هرمانوس رودریگز، مکزیکو سیتی    | ۲۷ اکتبر     |
| ۱۹     | گراند پری ایالات متحده | پیست امریکاس، آستین، تگزاس           | ۳ نوامبر     |
| ۲۰     | گراند پری برزیل        | پیست ژوزه کارلوس پیس، سائو پائولو    | ۱۷ نوامبر    |
| ۲۱     | گراند پری ابوظبی       | پیست یاس مارینا، ابوظبی              | ۱ دسامبر     |
| منابع: |                        |                                      |              |

### تغییرات در تقویم
زمان برگزاری گراند پری مکزیک و ایالات متحده در تقویم با یکدیگر جابجا شد و گراند پری ایالات متحده پس از مکزیک برگزار خواهد شد.

## تغییرات در آیین‌نامه‌ها
مدیر مسابقات و نمایندهٔ فنی چارلی وایتینگ به‌طور عجیبی چند روز پیش از مسابقهٔ افتتاحیهٔ فصل در استرالیا درگذشت. قائم مقام مدیر مسابقات مایکل ماسی، به عنوان جانشین او معرفی شد.

### آیین‌نامه‌های فنی
طی پیشنهادی برای بهبود سبقت‌گیری، تیم‌ها به توافق رسیدند که مجموعه‌ای از تغییرات را بر روی باله‌ها جلو و عقب خودروها اعمال کنند. سطح انتهایی بالهٔ جلو به گونهٔ جدیدی شکل داده‌شد تا عبور جریان هوا از روی خودرو را اصلاح کرده میزان تأثیرات آشفتگی آیرودینامیکی را کاهش دهد، و استفاده از بالچه‌های بالای سطح اصلی بالهٔ جلو نیز ممنوع شد. همچنین شکاف میانی بالهٔ عقب عریض‌تر شد و باعث قوی‌تر شدن سامانه کاهش نیروی پسار (دی‌آراس) شد. تغییرات مورد توافق، در نتیجهٔ یافته‌های گروه تحقیقاتی اعمال شدند که برای بررسی تغییرات قابل انجام در آیین‌نامه‌های فنی و آماده‌سازی آن‌ها برای مسابقات سال ۲۰۲۱ تشکیل شده‌بود. بالهٔ جلو ۲۰۰ میلیمتر (۷٫۹ اینچ) پهن‌تر شد، ارتفاع آن ۲۰ میلیمتر (۰٫۷۹ اینچ) افزایش یافت و به میزان ۲۵ میلیمتر (۰٫۹۸ اینچ) نیز به جلو کشیده‌شد. بالهٔ عقب نیز به میزان ۱۰۰ میلیمتر (۳٫۹ اینچ) عریض‌تر شد و ارتفاع آن ۲۰ میلیمتر (۰٫۷۹ اینچ) افزایش داده‌شد. همچنین دهانهٔ سیستم دی‌آراس در بالهٔ عقب ۲۰ میلیمتر (۰٫۷۹ اینچ) بزرگ‌تر شد.
بر پایهٔ یک پیشنهاد، مقررات فنی حاکم بر طراحی بدنهٔ خودروها، جهت ترویج فرصت‌های جذب حامی مالی برای تیم‌ها بازنویسی شد. بر اساس این قوانین جدید، مقرر شد که خودروها از بارج‌بردهای (قطعات بومرنگ-شکل در پشت چرخ‌های جلوی خودرو) کوچک‌تر بهره‌مند شوند و محدودیت‌هایی نیز برای توسعهٔ آیرودینامیکی بالهٔ عقب تعیین شد تا فضای بیشتری برای درج نشان‌وارهٔ حامی مالی فراهم شود. این تغییرات در پاسخ به روند نزولی بازدهی مالی در میان تیم‌ها و همچنین تلاش تیم‌ها کوچک‌تر برای جذب و ایمن‌سازی حامیان مالی جدید، معرفی شدند.
حداکثر سطح سوخت مجاز برای خودروها از ۱۰۵ کیلوگرم (۲۳۱ پوند) به ۱۱۰ کیلوگرم (۲۴۳ پوند) افزایش یافت تا نیاز رانندگان به صرفه‌جویی در مصرف سوخت در طول یک مسابقه کاهش پیدا کند. همچنین در زمان اندازه‌گیری حداقل وزن خودروها، وزن رانندگان اکنون در نظر گرفته نمی‌شود. این تصمیم بر این اساس اتخاذ شد که رانندگان برای جبران وزن اضافی موتورهای توربو-هایبرید در دوران پس از فصل ۲۰۱۴، مجبور بودند تا به میزان خطرناکی وزن خود را کاهش دهند. برخی از رانندگان در سال ۲۰۱۴ به این منظور به مصرف کم‌آب روی آورده و ریسک دهیدراسیون را پذیرفته بودند. در فصل ۲۰۱۹، رانندگانی که دارای وزن کمتر از ۸۰ کیلوگرم (۱۷۶ پوند) باشند، ملزم به استفاده از یک ترازگر در اطراف نشیمن‌گاه خود برای جبران این تفاوت وزن هستند تا شانس دستیابی احتمالی آنها به عملکرد بهتر نسبت به سایر رانندگان بواسطهٔ وزن کمتر و بدن کوچک‌تر به کمترین حد ممکن برسد. این تغییرات در مقررات، جهت زدودن برتری رانندگانی با ابعاد طبیعی کوچک‌تر بدن در مقابل رانندگان قدبلندتر و سنگین‌وزن‌تر، و همچنین جلوگیری از روی‌آوردن ورزش‌کاران به رژیم‌های تمرینی و غذایی ناسالم با هدف بهبود عملکرد و بازدهی اعمال شدند.

### آیین‌نامه‌های ورزشی
در قوانین ورزشی جدید مسابقات فرمول یک، برای راننده‌ای (و سازنده) که سریع‌ترین زمان طی یک دور پیست را در یک مسابقه به ثبت برساند، یک امتیاز اضافه در نظر گرفته‌شد. این امتیاز تنها در صورتی به راننده تعلق می‌گیرد که او در پایان مسابقه در میان ۱۰ نفر اول جدول رده‌بندی مسابقات قرار گرفته‌باشد. این موضوع، از سال ۱۹۵۹ تا امروز، فصل ۲۰۱۹ اولین فصلی است که در آن یک امتیاز اضافه برای ثبت بهترین زمان یک دور پیست در نظر گرفته می‌شود.

### ایمنی راننده
سازمان فیا در فصل ۲۰۱۹ با هدف بهبود ایمنی، استاندارد جدیدی را برای کلاه ایمنی راننده تعریف کرد. بر پایهٔ این استاندارد جدید، با هدف بهبود میزان جذب و انحراف انرژی، و همچنین کاهش احتمال نفوذ اشیاء خارجی به ساختار کلاه، کلاه‌های ایمنی در معرض مجموعهٔ کامل‌تر و دقیق‌تری از آزمون‌های تصادف قرار خواهند گرفت. تمامی سازندگان کلاه‌های ایمنی برای تمدید گواهینامهٔ خود از سوی فدراسیون، ملزم شدند تا پیش از شروع مسابقات سال ۲۰۱۹ از این آزمون‌ها عبور کنند. این استاندارد جدید پس از معرفی در فرمول یک، به تدریج بر سایر کلاه‌های ایمنی مورد استفادهٔ شرکت کنندگان در تمام مسابقات تحت نظارت فیا اعمال خواهد شد.

### تایرها
طی درخواست سازمان فیا و مجموعهٔ مدیریت مسابقات، شرکت پیرلی، که تأمین‌کنندهٔ تایرهای خودروهای فرمول یک است، نام مجموعه تایرهای خود را تغییر داد. هیئت حاکم بر مسابقات معتقد است که روند مقرر برای نامگذاری تایرها در سال ۲۰۱۸ گمراه‌کننده بوده و درک مفهوم آن برای مخاطبان غیرحرفه‌ای سخت است. هرچند که در فصل کنونی بسته به شرایط مسابقه همچنان ممکن است از انواع تایرهایی مانند اولتراسافت و هایپرسافت استفاده شود؛ اما با توجه به اینکه تایرهایی که در اختیار تیم‌ها قرار می‌گیرند در هر مسابقه متفاوت هستند، در شرایط جدید نامگذاری برای سخت‌ترین نوع تایر در هر مسابقه از نام «سخت» (Hard) استفاده شده، و نرم‌ترین تایر مورد مصرف با نام «نرم» (Soft) شناخته می‌شود. همچنین تایری که سختی آن در میان این دو نوع قرار گیرد نیز «متوسط» (Medium) نامیده می‌شود. این شرایط جدید با هدف کمک به هواداران در درک ترکیب تایرهای مورد استفاده در هر مسابقه ایجاد شده‌است. با این حال، ترکیب‌های اصلی تایرهای در نظر گرفته‌شده برای این فصل با عدد مورد اشاره قرار می‌گیرند. به این صورت که سفت‌ترین تایر با عدد «۱» و نرم‌ترین تایر با عدد «۵» شناسایی می‌شود. تصمیم‌گیری برای تایرهایی که در هر مسابقه در اختیار تیم‌ها قرار می‌گیرد، در این فصل نیز همچنان بر عهدهٔ پیرلی است. کاربرد الگوی استفاده از رنگ‌های اختصاصی برای هر نوع تایر منحصر بفرد (مانند صورتی برای تایر بسیار نرم (Hypersoft)) در این فصل متوقف شد و به‌جای آن از الگوی سه‌رنگ قرمز، زرد و سفید به ترتیب برای نرم‌ترین، متوسط و سخت‌ترین نوع تایر مورد استفاده در هر مسابقه استفاده خواهد شد. از آنجا که هر پنج نوع تایر در مراحل آزمایش در دسترس هستند، برای ایجاد وجه تمایز میان ترکیب‌های متفاوت در آزمایش‌ها، تفاوت‌های جزئی در جزئیات موجود در دیوارهٔ جانبی تایرها وجود خواهد داشت.

## نتایج و رده‌بندی

### گراند پری‌ها
| راند | گراند پری              | پول پوزیشن    | سریع‌ترین دور  | رانندهٔ برنده  | سازندهٔ برنده       | گزارش |
| ---- | ---------------------- | ------------- | ------------- | ------------- | ------------------ | ----- |
| ۱    | گراند پری استرالیا     | لوئیز همیلتون | والتری بوتاس  | والتری بوتاس  | مرسدس              | گزارش |
| ۲    | گراند پری بحرین        | شارل لکلرک    | شارل لکلرک    | لوئیز همیلتون | مرسدس              | گزارش |
| ۳    | گراند پری چین          | والتری بوتاس  | پیر گاسلی     | لوئیز همیلتون | مرسدس              | گزارش |
| ۴    | گراند پری آذربایجان    | والتری بوتاس  | شارل لکلرک    | والتری بوتاس  | مرسدس              | گزارش |
| ۵    | گراند پری اسپانیا      | والتری بوتاس  | لوئیز همیلتون | لوئیز همیلتون | مرسدس              | گزارش |
| ۶    | گراند پری موناکو       | لوئیز همیلتون | پیر گاسلی     | لوئیز همیلتون | مرسدس              | گزارش |
| ۷    | گراند پری کانادا       | سباستیان فتل  | والتری بوتاس  | لوئیز همیلتون | مرسدس              | گزارش |
| ۸    | گراند پری فرانسه       | لوئیز همیلتون | سباستیان فتل  | لوئیز همیلتون | مرسدس              | گزارش |
| ۹    | گراند پری اتریش        | شارل لکلرک    | ماکس فرستاپن  | ماکس فرستاپن  | ردبول ریسینگ-هوندا | گزارش |
| ۱۰   | گراند پری بریتانیا     | والتری بوتاس  | لوئیز همیلتون | لوئیز همیلتون | مرسدس              | گزارش |
| ۱۱   | گراند پری آلمان        | لوئیز همیلتون | ماکس فرستاپن  | ماکس فرستاپن  | ردبول ریسینگ-هوندا | گزارش |
| ۱۲   | گراند پری مجارستان     | ماکس فرستاپن  | ماکس فرستاپن  | لوئیز همیلتون | مرسدس              | گزارش |
| ۱۳   | گراند پری بلژیک        | شارل لکلرک    | سباستیان فتل  | شارل لکلرک    | فراری              | گزارش |
| ۱۴   | گراند پری ایتالیا      | شارل لکلرک    | لوئیز همیلتون | شارل لکلرک    | فراری              | گزارش |
| ۱۵   | گراند پری سنگاپور      | شارل لکلرک    | کوین مگنوسن   | سباستیان فتل  | فراری              | گزارش |
| ۱۶   | گراند پری روسیه        | شارل لکلرک    | لوئیز همیلتون | لوئیز همیلتون | مرسدس              | گزارش |
| ۱۷   | گراند پری ژاپن         | سباستیان فتل  | لوئیز همیلتون | والتری بوتاس  | مرسدس              | گزارش |
| ۱۸   | گراند پری مکزیک        | شارل لکلرک    | شارل لکلرک    | لوئیز همیلتون | مرسدس              | گزارش |
| ۱۹   | گراند پری ایالات متحده | والتری بوتاس  | شارل لکلرک    | والتری بوتاس  | مرسدس              | گزارش |
| ۲۰   | گراند پری برزیل        | ماکس فرستاپن  | والتری بوتاس  | ماکس فرستاپن  | ردبول ریسینگ-هوندا | گزارش |
| ۲۱   | گراند پری ابوظبی       | لوئیز همیلتون | لوئیز همیلتون | لوئیز همیلتون | مرسدس              | گزارش |

### سیستم امتیازدهی
امتیازهای مسابقه به ده رانندهٔ برتر و راننده‌ای که سریع‌ترین زمان را برای طی یک دور پیست به ثبت برساند تعلق می‌گیرد؛ امتیاز مربوط به سریع‌ترین دور پیست تنها در صورتی به راننده داده می‌شود که او در میان ده رانندهٔ برتر مسابقه قرار گیرد. در هر مسابقه امتیازها بر پایهٔ الگوی امتیازدهی زیر به رانندگان تعلق می‌گیرد:
| جایگاه | اول | دوم | سوم | چهارم | پنجم | ششم | هفتم | هشتم | نهم | دهم | س.د. |
| ------ | --- | --- | --- | ----- | ---- | --- | ---- | ---- | --- | --- | ---- |
| امتیاز | ۲۵  | ۱۸  | ۱۵  | ۱۲    | ۱۰   | ۸   | ۶    | ۴    | ۲   | ۱   | ۱    |

برای اینکه امتیازهای کامل به شرکت‌کنندگان تعلق گیرد، نفر اول باید حداقل ۷۵٪ از کل مسافت تعیین‌شده برای مسابقه را طی کرده‌باشد؛ به عبارتی اگر پیش از طی شدن ۳⁄۴ از مسافت کلی توسط نفر اول، مسابقه متوقف شود، امتیازها به‌طور کامل تقسیم نخواهد شد. در صورتی که نفر اول حداقل ۲ دور را طی کرده‌باشد اما مجموع مسافت طی‌شده توسط او از ۷۵٪ مسافت کل کمتر باشد، نصف امتیازهای مقرر به شرکت‌کنندگان تعلق خواهد گرفت. امتیاز سریع‌ترین دور پیست تنها در صورتی به راننده می‌رسد که او در میان ده نفر برتر مسابقه قرار بگیرد. در صورتی که دو راننده در انتهای مسابقه نتایج برابر با یکدیگر به‌دست آورند، از یک سیستم شمارش معکوس برای شکستن این برابری استفاده خواهد شد که طبق آن از بهترین نتیجهٔ راننده/سازنده برای تصمیم‌گیری در خصوص جایگاه‌ها استفاده می‌شود.

### رده‌بندی قهرمانی جهان رانندگان
| ج. | راننده            | استرالیا | بحرین | چین | آذربایجان | اسپانیا | موناکو | کانادا | فرانسه | اتریش | بریتانیا | آلمان | مجارستان | بلژیک | ایتالیا | سنگاپور | روسیه | ژاپن | مکزیک | آمریکا | برزیل | ابوظبی | امتیاز |
| -- | ----------------- | -------- | ----- | --- | --------- | ------- | ------ | ------ | ------ | ----- | -------- | ----- | -------- | ----- | ------- | ------- | ----- | ---- | ----- | ------ | ----- | ------ | ------ |
| ۱  | لوئیز همیلتون     | ۲        | ۱     | ۱   | ۲         | ۱       | ۱      | ۱      | ۱      | ۵     | ۱        | ۹     | ۱        | ۲     | ۳       | ۴       | ۱     | ۳    | ۱     | ۲      |       |        | ۳۸۱    |
| ۲  | والتری بوتاس      | ۱        | ۲     | ۲   | ۱         | ۲       | ۳      | ۴      | ۲      | ۳     | ۲        | ب.    | ۸        | ۳     | ۲       | ۵       | ۲     | ۱    | ۳     | ۱      |       |        | ۳۱۴    |
| ۳  | شارل لکلرک        | ۵        | ۳     | ۵   | ۵         | ۵       | ب.     | ۳      | ۳      | ۲     | ۳        | ب.    | ۴        | ۱     | ۱       | ۲       | ۳     | ۶    | ۴     | ۴      |       |        | ۲۴۹    |
| ۴  | ماکس فرستاپن      | ۳        | ۴     | ۴   | ۴         | ۳       | ۴      | ۵      | ۴      | ۱     | ۵        | ۱     | ۲        | ب.    | ۸       | ۳       | ۴     | ب.   | ۶     | ۳      |       |        | ۲۳۵    |
| ۵  | سباستیان فتل      | ۴        | ۵     | ۳   | ۳         | ۴       | ۲      | ۲      | ۵      | ۴     | ۱۶       | ۲     | ۳        | ۴     | ۱۳      | ۱       | ب.    | ۲    | ۲     | ب.     |       |        | ۲۳۰    |
| ۶  | الکساندر آلبون    | ۱۴       | ۹     | ۱۰  | ۱۱        | ۱۱      | ۸      | ب.     | ۱۵     | ۱۵    | ۱۲       | ۶     | ۱۰       | ۵     | ۶       | ۶       | ۵     | ۴    | ۵     | ۵      |       |        | ۸۴     |
| ۷  | کارلوس ساینز ج.   | ب.       | ۱۹    | ۱۴  | ۷         | ۸       | ۶      | ۱۱     | ۶      | ۸     | ۶        | ۵     | ۵        | ب.    | ب.      | ۱۲      | ۶     | ۵    | ۱۳    | ۸      |       |        | ۸۰     |
| ۸  | پیر گاسلی         | ۱۱       | ۸     | ۶   | ب.        | ۶       | ۵      | ۸      | ۱۰     | ۷     | ۴        | ۱۴    | ۶        | ۹     | ۱۱      | ۸       | ۱۴    | ۷    | ۹     | ۱۶     |       |        | ۷۷     |
| ۹  | دنیل ریکاردو      | ب.       | ۱۸    | ۷   | ب.        | ۱۲      | ۹      | ۶      | ۱۱     | ۱۲    | ۷        | ب.    | ۱۴       | ۱۴    | ۴       | ۱۴      | ب.    | ر.ص. | ۸     | ۶      |       |        | ۴۶     |
| ۱۰ | سرجیو پرز         | ۱۳       | ۱۰    | ۸   | ۶         | ۱۵      | ۱۲     | ۱۲     | ۱۲     | ۱۱    | ۱۷       | ب.    | ۱۱       | ۶     | ۷       | ب.      | ۷     | ۸    | ۷     | ۱۰     |       |        | ۴۴     |
| ۱۱ | لاندو نوریس       | ۱۲       | ۶     | ۱۸  | ۸         | ب.      | ۱۱     | ب.     | ۹      | ۶     | ۱۱       | ب.    | ۹        | ۱۱    | ۱۰      | ۷       | ۸     | ۱۱   | ب.    | ۷      |       |        | ۴۱     |
| ۱۲ | نیکو هولکنبرگ     | ۷        | ۱۷    | ب.  | ۱۴        | ۱۳      | ۱۳     | ۷      | ۸      | ۱۳    | ۱۰       | ب.    | ۱۲       | ۸     | ۵       | ۹       | ۱۰    | ر.ص. | ۱۰    | ۹      |       |        | ۳۷     |
| ۱۳ | دانیل کویات       | ۱۰       | ۱۲    | ب.  | ب.        | ۹       | ۷      | ۱۰     | ۱۴     | ۱۷    | ۹        | ۳     | ۱۵       | ۷     | ب.      | ۱۵      | ۱۲    | ۱۰   | ۱۱    | ۱۲     |       |        | ۳۴     |
| ۱۴ | کیمی رایکونن      | ۸        | ۷     | ۹   | ۱۰        | ۱۴      | ۱۷     | ۱۵     | ۷      | ۹     | ۸        | ۱۲    | ۷        | ۱۶    | ۱۵      | ب.      | ۱۳    | ۱۲   | ب.    | ۱۱     |       |        | ۳۱     |
| ۱۵ | لانس استرول       | ۹        | ۱۴    | ۱۲  | ۹         | ب.      | ۱۶     | ۹      | ۱۳     | ۱۴    | ۱۳       | ۴     | ۱۷       | ۱۰    | ۱۲      | ۱۳      | ۱۱    | ۹    | ۱۲    | ۱۳     |       |        | ۲۱     |
| ۱۶ | کوین مگنوسن       | ۶        | ۱۳    | ۱۳  | ۱۳        | ۷       | ۱۴     | ۱۷     | ۱۷     | ۱۹    | ب.       | ۸     | ۱۳       | ۱۲    | ب.      | ۱۷      | ۹     | ۱۵   | ۱۵    | ۱۸     |       |        | ۲۰     |
| ۱۷ | رومن گروژان       | ب.       | ب.    | ۱۱  | ب.        | ۱۰      | ۱۰     | ۱۴     | ب.     | ۱۶    | ب.       | ۷     | ب.       | ۱۳    | ۱۶      | ۱۱      | ب.    | ۱۳   | ۱۷    | ۱۵     |       |        | ۸      |
| ۱۸ | آنتونیو جوویناتزی | ۱۵       | ۱۱    | ۱۵  | ۱۲        | ۱۶      | ۱۹     | ۱۳     | ۱۶     | ۱۰    | ب.       | ۱۳    | ۱۸       | ۱۸    | ۹       | ۱۰      | ۱۵    | ۱۴   | ۱۴    | ۱۴     |       |        | ۴      |
| ۱۹ | رابرت کوبیکا      | ۱۷       | ۱۶    | ۱۷  | ۱۶        | ۱۸      | ۱۸     | ۱۸     | ۱۸     | ۲۰    | ۱۵       | ۱۰    | ۱۹       | ۱۷    | ۱۷      | ۱۶      | ب.    | ۱۷   | ۱۸    | ب.     |       |        | ۱      |
| ۲۰ | جورج راسل         | ۱۶       | ۱۵    | ۱۶  | ۱۵        | ۱۷      | ۱۵     | ۱۶     | ۱۹     | ۱۸    | ۱۴       | ۱۱    | ۱۶       | ۱۵    | ۱۴      | ب.      | ب.    | ۱۶   | ۱۶    | ۱۷     |       |        | ۰      |
| ج. | راننده            | استرالیا | بحرین | چین | آذربایجان | اسپانیا | موناکو | کانادا | فرانسه | اتریش | بریتانیا | آلمان | مجارستان | بلژیک | ایتالیا | سنگاپور | روسیه | ژاپن | مکزیک | آمریکا | برزیل | ابوظبی | امتیاز |

| کلیدها  | کلیدها                              |
| رنگ     | نتیجه                               |
| ------- | ----------------------------------- |
| طلایی   | برنده                               |
| نقره‌ای  | جایگاه دوم                          |
| برنزی   | جایگاه سوم                          |
| سبز     | سایر جایگاه‌های امتیازدار            |
| آبی     | سایر جایگاه‌های رده‌بندی شده          |
| آبی     | رده‌بندی نشده، به پایان رسانده(ر.ن.) |
| بنفش    | رده‌بندی نشده، بازنشست (ب.)          |
| قرمز    | عدم احراز صلاحیت (ع.ص.)             |
| قرمز    | عدم احراز صلاحیت اولیه (ع.ص.ا.)     |
| سیاه    | رد صلاحیت شده (ر.ص.)                |
| سفید    | عدم شروع (ع.ش.)                     |
| سفید    | لغو مسابقه (ل.)                     |
| خالی    | تمرین نکرده (ت.ن.)                  |
| خالی    | محروم شده (م.)                      |
| خالی    | عدم رسیدن (ع.ر.)                    |
| خالی    | کنار کشیده (ک.ک.)                   |
| شکل متن | معنا                                |
| پررنگ   | پول پوزیشن                          |
| ایتالیک | سریع‌ترین دور                        |

یادداشت‌ها:
- – راننده گراند پری را به پایان نرسانده، اما با توجه به طی بیش از ۹۰٪ مسافت کل مسابقه، در رده‌بندی قرار گرفته‌است.

### رده‌بندی قهرمانی جهان سازندگان
| ج.    | سازنده              | بحرین | عربستان | استرالیا | امیلیا | میامی | اسپانیا | موناکو | آذربایجان | کانادا | بریتانیا | اتریش | فرانسه | مجارستان | بلژیک | هلند | ایتالیا | سنگاپور | ژاپن | آمریکا | مکزیکو | سائو پ. | ابوظبی | امتیاز |
| ----- | ------------------- | ----- | ------- | -------- | ------ | ----- | ------- | ------ | --------- | ------ | -------- | ----- | ------ | -------- | ----- | ---- | ------- | ------- | ---- | ------ | ------ | ------- | ------ | ------ |
| ۱     | مرسدس               | ۳     | ۱۰      | ۴        | ۱۳     | ۶     | ۵       | ۸      | ۴         | ۳      | ۳        | ۳۸    | ۲      | ۲        | ب.    |      |         |         |      |        |        |         |        |        |
| ۱     | مرسدس               | ۴     | ۵       | ۳        | ۴      | ۵     | ۳       | ۵      | ۳         | ۴      | ب.       | ۴     | ۳      | ۳        | ۴     |      |         |         |      |        |        |         |        |        |
| ۲     | رد بول ریسینگ-هوندا | ۱۹    | ۱       | ب.       | ۱      | ۱     | ۱       | ۳      | ۱         | ۱      | ۷        | ۲۱    | ۱      | ۱        | ۱     | ۱    | ۱       | ۷       | ۱    | ۱      | ۱      | ۶۴      | ۱      |        |
| ۲     | رد بول ریسینگ-هوندا | ۱۸    | ۴       | ۲        | ۲۳     | ۴     | ۲       | ۱      | ۲         | ب.     | ۲        | ب.۵   | ۴      | ۵        | ۲     |      |         |         |      |        |        |         |        |        |
| ۳     | فراری               | ۱     | ۲       | ۱        | ۶      | ۲     | ب.      | ۴      | ب.        | ۵      | ۴        | ۱۲    | ب.     | ۶        | ۶     |      |         |         |      |        |        |         |        |        |
| ۳     | فراری               | ۲     | ۳       | ب.       | ب.۴    | ۳     | ۴       | ۲      | ب.        | ۲      | ۱        | ب.۳   | ۵      | ۴        | ۳     |      |         |         |      |        |        |         |        |        |
| ۴     | مک‌لارن-مرسدس        | ۱۵    | ۷       | ۵        | ۳۵     | ب.    | ۸       | ۶      | ۹         | ۱۵     | ۶        | ۷     | ۷      | ۷        | ۱۲    |      |         |         |      |        |        |         |        |        |
| ۴     | مک‌لارن-مرسدس        | ۱۴    | ب.      | ۶        | ۱۸۶    | ۱۳    | ۱۲      | ۱۳     | ۸         | ۱۱     | ۱۳       | ۹     | ۹      | ۱۵       | ۱۵    |      |         |         |      |        |        |         |        |        |
| ۵     | آلپاین-رنو          | ۷     | ۶       | ۷        | ۱۴     | ۸     | ۷       | ۱۲     | ۱۰        | ۶      | ب.       | ۵۶    | ۸      | ۹        | ۷     |      |         |         |      |        |        |         |        |        |
| ۵     | آلپاین-رنو          | ۹     | ب.      | ۱۷       | ب.     | ۱۱    | ۹       | ۷      | ۷         | ۹      | ۵        | ۱۰    | ۶      | ۸        | ۵     |      |         |         |      |        |        |         |        |        |
| ۶     | آلفاتاوری-هوندا     | ب.    | ۸       | ۹        | ۱۲     | ب.    | ۱۴      | ۱۱     | ۵         | ۱۴     | ب.       | ۱۵    | ۱۲     | ۱۲       | ۹     |      |         |         |      |        |        |         |        |        |
| ۶     | آلفاتاوری-هوندا     | ۸     | ع.ش.    | ۱۵       | ۷      | ۱۲    | ۱۰      | ۱۷     | ۱۳        | ب.     | ۱۴       | ۱۶    | ب.     | ۱۹       | ۱۳    |      |         |         |      |        |        |         |        |        |
| ۷     | استون مارتین-مرسدس  | ۱۲    | ۱۳      | ۱۲       | ۱۰     | ۱۰    | ۱۵      | ۱۴     | ۱۶        | ۱۰     | ۱۱       | ۱۳    | ۱۰     | ۱۱       | ۱۱    |      |         |         |      |        |        |         |        |        |
| ۷     | استون مارتین-مرسدس  |       |         | ب.       | ۸      | ۱۷    | ۱۱      | ۱۰     | ۶         | ۱۲     | ۹        | ۱۷    | ۱۱     | ۱۰       | ۸     |      |         |         |      |        |        |         |        |        |
| ۸     | ویلیامز-مرسدس       | ۱۳    | ۱۴      | ۱۰       | ۱۱     | ۹     | ۱۸      | ب.     | ۱۲        | ۱۳     | ب.       | ۱۲    | ۱۳     | ۱۷       | ۱۰    |      |         |         |      |        |        |         |        |        |
| ۸     | ویلیامز-مرسدس       | ۱۶    | ب.      | ۱۶       | ۱۶     | ۱۴    | ۱۶      | ۱۵     | ۱۵        | ۱۶     | ۱۲       | ب.    | ب.     | ۱۸       | ۱۸    |      |         |         |      |        |        |         |        |        |
| ۹     | آلفارومئو-فراری     | ۶     | ب.      | ۸        | ۵۷     | ۷     | ۶       | ۹      | ۱۱        | ۷      | ب.       | ۱۱    | ۱۴     | ۲۰       | ب.    |      |         |         |      |        |        |         |        |        |
| ۹     | آلفارومئو-فراری     | ۱۰    | ۱۱      | ۱۱       | ۱۵     | ب.    | ب.      | ۱۶     | ب.        | ۸      | ب.       | ۱۴    | ۱۶     | ۱۳       | ۱۴    |      |         |         |      |        |        |         |        |        |
| ۱۰    | هاس-فراری           | ۱۱    | ک.ک.    | ۱۳       | ۱۷     | ۱۵    | ۱۴      | ب.     | ۱۴        | ب.     | ۸        | ۶     | ۱۵     | ۱۴       | ۱۷    |      |         |         |      |        |        |         |        |        |
| ۱۰    | هاس-فراری           | ۵     | ۹       | ۱۴       | ۹۸     | ۱۶    | ۱۷      | ب.     | ب.        | ۱۷     | ۱۰       | ۸۷    | ب.     | ۱۶       | ۱۶    |      |         |         |      |        |        |         |        |        |
| ج.    | سازنده              | بحرین | عربستان | استرالیا | امیلیا | میامی | اسپانیا | موناکو | آذربایجان | کانادا | بریتانیا | اتریش | فرانسه | مجارستان | بلژیک | هلند | ایتالیا | سنگاپور | ژاپن | آمریکا | مکزیکو | سائو پ. | ابوظبی | امتیاز |
| منبع: |                     |       |         |          |        |       |         |        |           |        |          |       |        |          |       |      |         |         |      |        |        |         |        |        |

| کلیدها  | کلیدها                              |
| رنگ     | نتیجه                               |
| ------- | ----------------------------------- |
| طلایی   | برنده                               |
| نقره‌ای  | جایگاه دوم                          |
| برنزی   | جایگاه سوم                          |
| سبز     | سایر جایگاه‌های امتیازدار            |
| آبی     | سایر جایگاه‌های رده‌بندی شده          |
| آبی     | رده‌بندی نشده، به پایان رسانده(ر.ن.) |
| بنفش    | رده‌بندی نشده، بازنشست (ب.)          |
| قرمز    | عدم احراز صلاحیت (ع.ص.)             |
| قرمز    | عدم احراز صلاحیت اولیه (ع.ص.ا.)     |
| سیاه    | رد صلاحیت شده (ر.ص.)                |
| سفید    | عدم شروع (ع.ش.)                     |
| سفید    | لغو مسابقه (ل.)                     |
| خالی    | تمرین نکرده (ت.ن.)                  |
| خالی    | محروم شده (م.)                      |
| خالی    | عدم رسیدن (ع.ر.)                    |
| خالی    | کنار کشیده (ک.ک.)                   |
| شکل متن | معنا                                |
| پررنگ   | پول پوزیشن                          |
| ایتالیک | سریع‌ترین دور                        |

یادداشت‌ها
- – راننده گراند پری را به پایان نرسانده، اما با توجه به طی کردن بیش از ۹۰٪ از مسافت کل مسابقه، در رده‌بندی قرار گرفته‌است.
- رده‌بندی بر پایهٔ بهترین نتیجه مرتب شده‌است و ردیف‌ها با رانندگان مرتبط نیستند. در صورت برابری امتیازها، جایگاهی که به‌طور قطعی کسب‌شده، نتیجه را مشخص می‌کند.